# Teodora Inácia Gomes
Teodora Inácia Gomes (13 september 1944 in Empada, Portugees-Guinea) is een politicus, feministe en vrouwenrechtenactiviste. Ze is een voormalig strijder voor de onafhankelijkheid van Guinee-Bissau tegen de Portugese overheersing.

## Jeugd
Teodora Inácia Gomes, bijgenaamd "Obono", werd op 13 september 1944 geboren in Empada, in de regio Quinara in het zuiden van Portugees-Guinea, het latere Guinee-Bissau.  Haar ouders kwamen uit verschillende volken. Haar vader was een Bijjago, haar moeder Manjaco. Haar familie was christelijk en ze ging naar een katholieke school. Toen haar vader jong was, emigreerde hij naar Porto, Portugal en was een van de weinige Guineeërs die buiten de Portugese overzeese provincie studeerden. Haar vader legde daar belangrijke contacten met de Portugese Communistische Partij. Beide ouders waren actief in de bevrijdingsbeweging Afrikaanse Partij voor de Onafhankelijkheid van Guinee en Kaapverdië (PAIGC).
In 1962 sloot Gomes zich aan bij de gewapende strijd en werd zij lid van de PAIGC, een beweging die, naast andere principes, gelijkheid tussen mannen en vrouwen bevorderde. Ze werkte ook als hulpdokter en als politiek docent. Ze had ook een militaire opleiding en voerde het bevel over een eenheid van 95 vrouwen. Een van de vrouwen met wie ze in 1963 samenwerkte, was Titina Silá. In augustus 1963 reisden Gomes en Silá naar de Sovjet-Unie om een politieke stage te lopen.
Gomes ontving in 1964 een studiebeurs en ging studeren in Kiev, Oekraïne. In 1966 keerde Gomes terug naar Conakry, Guinee, waar ze haar activiteiten als docent voortzette aan de Jardim Escola de Ratoma. Van 1969 tot 1971 was zij directeur van de school.

## Loopbaan
Nadat Guinee-Bissau in 1974 onafhankelijk werd, werd Gomes gekozen als parlementslid in de Nationale Volksvergadering van Guinee-Bissau als vertegenwoordiger van de PAIGC.
Als politica verdedigde ze haar hele carrière de rechten van vrouwen en speelde ze een belangrijke rol bij het illegaal maken van vrouwelijke genitale verminking in Guinee-Bissau. Ze heeft ook andere wetten voorgesteld, ter bescherming van de rechten van voormalige vrijheidsstrijders, wetten inzake reproductieve gezondheid, wetten tegen mensenhandel in minderjarigen, wetten inzake gezinsplanning en wetten die geweld tegen vrouwen verbieden.  Gomes werkt ook samen met een niet-gouvernementele organisatie die tot doel heeft het politieke bewustzijn te vergroten en het aantal vrouwen in de verschillende overheidsinstanties te vergroten.  In 2019 was de organisatie bijzonder actief, in de hoop dat na de verkiezingen een record aantal vrouwen zou worden geselecteerd om hun politieke partijen te vertegenwoordigen. Uiteindelijk  werden 14  van de 102 zetels in het parlement bezet door vrouwen, hetzelfde aantal als bij de verkiezingen van 2014.